# The Honourable Woman
The Honourable Woman é uma série de televisão britânica, criada por Hugo Blick e protagonizada por Maggie Gyllenhaal. A série foi transmitida em oito episódios pela BBC Two e BBC HD entre julho e agosto de 2014. 
The Honourable Woman foi bastante aplaudida pela crítica. O jornal britânico The Guardian a classificou como “a melhor série exibida nos últimos anos”. Em 2015, Maggie Gyllenhaal venceu o Globo de Ouro de melhor atriz em série para televisão.

## Enredo
Nessa Stein testemunhou o assassinato de seu pai quando ainda era criança. Depois que ela e seu irmão Ephra assumem os negócios do pai, Nessa decide ligar Israel e Cisjordânia através de cabos de fibra ótica. Mas quando um empresário palestino, vencedor da licitação dos cabos, é assassinado, Nessa e Ephra se tornam alvos de investigação de duas agências de segurança.

## Elenco
| Ator                | Personagem            |
| ------------------- | --------------------- |
| Maggie Gyllenhaal   | Nessa Stein           |
| Stephen Rea         | Hugh Hayden-Hoyle     |
| Lubna Azabal        | Atika Halibi          |
| Janet McTeer        | Dama Julia Walsh      |
| Eve Best            | Monica Chatwin        |
| Genevieve O'Reilly  | Frances Pirsig        |
| Andrew Buchan       | Ephra Stein           |
| Tobias Menzies      | Nathaniel Bloom       |
| Katherine Parkinson | Rachel Stein          |
| Lindsay Duncan      | Anjelica Hayden-Hoyle |